# Stagno di Calich
Il Calich (storicamente anche Kalich, storicamente e ufficialmente in catalano algherese estany del Càlic) è uno stagno, laguna o peschiera fra le più importanti zone umide costiere di Alghero e della Sardegna.
Si affaccia nella rada di Alghero, estendedosi dalla periferia della città dietro alla spiaggia di Maria Pia, fino alla frazione di Fertilia, prima della quale è collegato al mar di Sardegna da un canale, dove si trovano i resti del ponte romano. Lo stagno può essere suddiviso nei settori del Calich vero e proprio, dall'estremo occidentale al rio Barca, e del Calighet (piccolo Calich), fino all'estremo orientale. Verso terra lo stagno è cinto dalla strada statale 291 dir del Calich.
La dizione più diffusa è "stagno di Calich", ma sono ugualmente impiegate le forme "stagno del Calich", "laguna del Calich", "laguna di Calich" e "Estany del Càlic" in algherese, oltre alla forma "Kalich". Dallo stagno ha preso nome il Villaggio Calich, primo nucleo dell'insediamento fascista di Fertilia, da non confondere col campeggio Villaggio Calik Blu situato sull'altra riva del canale.
L’area dello stagno del Calich, è esterno al SIC ITB 010042 “Capo Caccia (con le Isole Foradada e Piana) e Punta Giglio , ma compreso nella ZPS Capo Caccia.

## Flora
Lungo le sponde dello stagno del Calich crescono specie alofile come il finocchio marino (Crithmum maritimum), il limonio a foglie acute (Limonium acutifolium), l'elicriso, l'euforbia delle Baleari (Euphorbia pithyusa), la timelea (Thymelaea hirsuta), il fiordaliso spinoso (Centaurea horrida) e l'astragalo dragante (Astragalus massiliensis). Quando la salinità del terreno diminuisce compaiono arbusti ed erbe come il giunco marittimo (Juncus maritimus), il limoniastro cespuglioso (Limoniastrum monopetalum), l'astro marino (Aster tripolium), il limonio comune (Limonium vulgare), la cannuccia di palude (Phragmites australis) e la lisca marittima (Bolboschoenus maritimus). La vegetazione acquatica è invece rappresentata da specie quali l'erba da chiozzi spiralata (Ruppia cirrhosa) e da alghe come Enteromorpha intestinalis, Enteromorpha compressa, l'alga chetomorfa (Chaetomorpha aerea), Lamprothamnium papulosum, Cladophora vagabunda e la lattuga di mare (Ulva rigida).

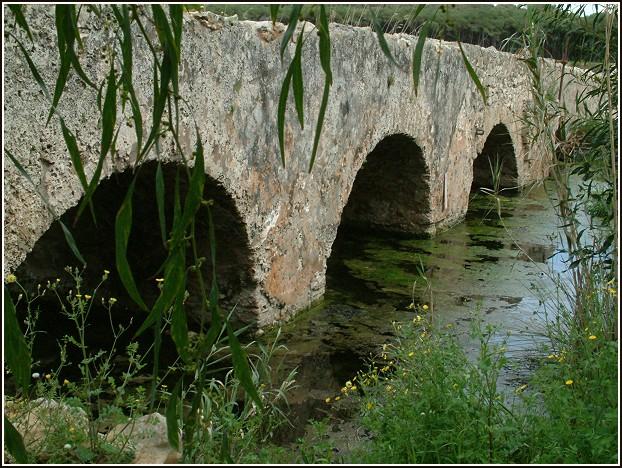
Ponte romano sul Calich

## Fauna
Lo stagno del Calich è popolato da varie specie di pesci benché, a causa delle condizioni eutrofiche, si verifichino spesso grandi morie. Le specie più comuni sono il cefalo calamita (Liza ramado), il cefalo dorato (Liza aurata), il cefalo musino (Liza saliens), il cefalo bosega (Chelon labrosus) ed il muggine volpino (Mugil cephalus). Si trovano inoltre l'orata (Sparus aurata), il sarago reale (Diplodus sargus), lo sparlotto (Diplodus annularis), la spigola (Dicentrarchus labrax), la sogliola (Solea vulgaris) e l'anguilla (Anguilla anguilla).